# Kenneth Millett
Kenneth C. Millett (nascut el 1941) és un professor de matemàtiques a la Universitat de Califòrnia a Santa Barbara. Fa recerca dins dels àmbits de topologia de dimensió baixa, la teoria de nusos i l'aplicació de la teoria de nusos a l'estructura de l'ADN; la seva inicial és la "M" del nom del polinomi de HOMFLY.
Millett es graduà del MIT el 1963 amb un grau en matemàtiques. Va aconseguir el seu doctorat el 1967 a la Universitat de Wisconsin sota la supervisió d'Edward R. Fadell. Després de tenir posicions durant poc temps a la Universitat de Califòrnia a Los Angeles i al MIT, es va unir a la facultat de UCSB el 1969, i va ascendir a professor el 1979.
Millett va guanyar el Premi Carl B. Allendoerfer de la Mathematical Association of America el 1989 i el Premi Chauvnet a 1991 per un article sobre la teoria de nusos amb W. B. R. Lickorish.
Va esdevenir fellow de l'American Association for the Advancement of Science el 2000. El 2012, va ser un dels membres inaugurals de l'American Mathematical Society.

## Publicacions seleccionades
- amb Eric J. Rawdon, Andrzej Stasiak:  «Subknots in ideal knots, random knots, and knotted proteins». Sci Rep., 5, 2015, pàg. 8928. DOI: 10.1038/srep08928. PMC: 4354144. PMID: 25753957.
- amb Michal Jamroz, Wanda Niemyska, Eric J. Rawdon, Andrzej Stasiak, Piotr Sułkowski, Joanna I. Sulkowska:  «KnotProt: a database of proteins with knots and slipknots». Nucleic Acids Res., 43, 28-01-2015, pàg. D306–D314. DOI: 10.1093/nar/gku1059. PMC: 4383900. PMID: 25361973.
- amb Joanna I. Sułkowska, Eric J. Rawdon, Jose N. Onuchic, Andrzej Stasiak:  «Conservation of complex knotting and slipknotting patterns in proteins». Proc Natl Acad Sci U S A, 109, 26, 26-06-2012, pàg. E1715-E1723. DOI: 10.1073/pnas.1205918109. PMC: 3387036. PMID: 22685208.
- amb D. Jonish:  «Isotopy invariants of graphs». Trans. Amer. Math. Soc., 327, 1991, pàg. 655–702. DOI: 10.1090/s0002-9947-1991-1062189-2.
- amb P. Freyd, D. Yetter, J. Hoste, W. B. R. Lickorish and A. Ocneanu:  «A new polynomial invariant of knots and links». Bull. Amer. Math. Soc. (N.S.), 12, 1985, pàg. 239–246. DOI: 10.1090/s0273-0979-1985-15361-3.
- «Piecewise linear embeddings of balls into contractible manifolds». Proc. Amer. Math. Soc., 70, 1978, pàg. 85–86. DOI: 10.1090/s0002-9939-1978-0467761-5.
- «Piecewise linear bundles in the metastable range». Trans. Amer. Math. Soc., 216, 1976, pàg. 337–350. DOI: 10.1090/s0002-9947-1976-0423361-7.
- Piecewise linear concordances and isotopies, 1974.
- «Normal structures for locally flat embeddings». Proc. Amer. Math. Soc., 20, 1969, pàg. 580–584. DOI: 10.1090/s0002-9939-1969-0246306-3.
- «Nonsingular sections to Euclidean bundles». Trans. Amer. Math. Soc., 144, 1969, pàg. 127–143. DOI: 10.1090/s0002-9947-1969-0253356-4.